# Åmänningen
Åmänningen est un lac situé dans les communes de Surahammar et Fagersta du comté de Västmanland en Suède. Avec ses 24,7 km2, c'est le plus grand lac entièrement inclus dans le Västmanland (le lac Mälar et Hjälmaren sont à la frontière de la province). Son émissaire est la rivière Kolbäcksån qui se jette dans le lac Mälar. Le lac est sur le cours du canal de Strömsholm qui longe en grande partie la Kolbäcksån, et qui était principalement construit pour faciliter le transport dans cette région minière du Bergslagen.